# Auguste de La Rive
Auguste Arthur de La Rive (Ginevra, 9 ottobre 1801 – Marsiglia, 27 novembre 1873) è stato un fisico svizzero.
De La Rive fu editore e autore di periodici e trattati scientifici.
Fu membro della Royal Society, dell'Accademia bavarese delle scienze, dell'American Academy of Arts and Sciences, dell'Accademia Nazionale dei Lincei, dell'Accademia Prussiana delle Scienze e dell'Accademia Cesarea Leopoldina.

## Biografia
Figlio di Charles-Gaspard de la Rive (1770–1834), a 22 anni Auguste fu incaricato dell'insegnamento di Filosofia naturale presso l'Accademia di Ginevra. Per alcuni anni si dedicò particolarmente, assieme a François Marcet (1803–1883), a ricerche sul calore specifico dei gas e a osservazioni sperimentali per determinare la temperatura dalla crosta terrestre.
Successivamente, furono gli studi nel campo dell'elettricità ad attrarre la sua attenzione, particolarmente in rapporto con la teoria della cella voltaica e della scarica elettrica nei gas rarefatti.
De La Rive intraprese le sue attività di ricerca poco dopo che una nuova era scientifica fu aperta grazie alla scoperta dell'elettromagnetismo e alla divulgazione della teoria elettrodinamica di Ampère.
Suo padre ebbe un ruolo in questa scoperta e la sua casa era frequentata da altri eminenti scienziati attivi in tale campo.
Questo potrebbe spiegare la precoce passione di De La Rive per lo studio dell'elettricità, passione che continuò a coltivare fino al termine della sua carriera scientifica. Infatti, sono molto pochi gli scritti, fra le sue molte pubblicazioni, che riguardano altri argomenti scientifici.
Le sue ricerche sulle scariche elettriche nei gas rarefatti lo portarono a elaborare una nuova teoria sull'aurora boreale.
Compì poi studì nel campo dell'elettrochimica.
Nel 1840 descrisse un processo per l'elettrodeposizione di argento e ottone, scoperta per la quale l'anno seguente fu premiato con 3000 franchi dall'Accademia francese delle Scienze.
Questo e altri articoli furono considerati di tal valore da essere ripubblicati negli Annales de Chimie et de Physique e nei Comptes Rendus, importanti pubblicazioni scientifiche.

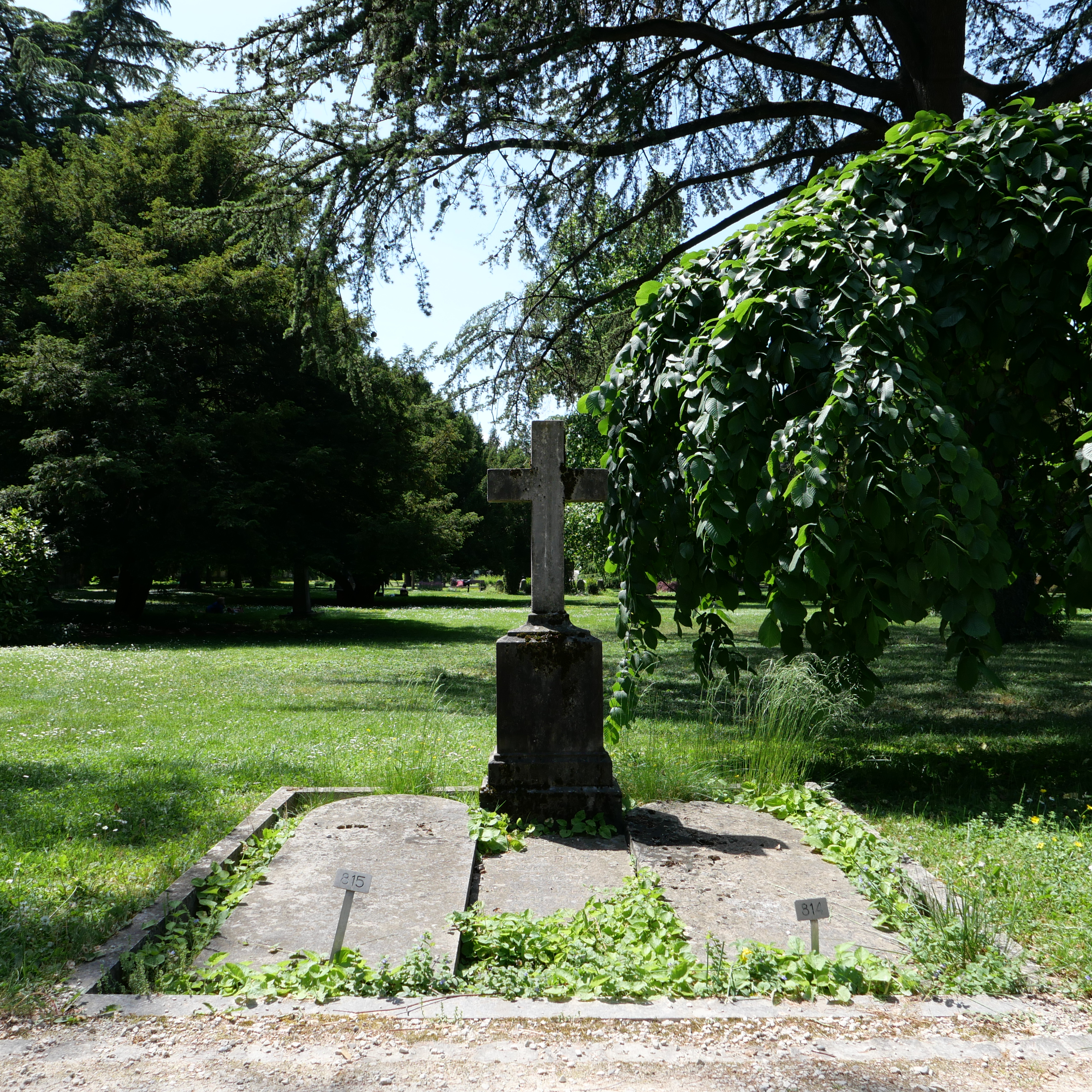
La tomba di De la Rive al Cimetière des Rois a Ginevra

Grazie alla nascita e alla fortuna, De La Rive poté godere di una considerevole influenza sociale e politica.
Era noto per la sua ospitalità nei confronti di personalità del mondo letterario e scientifico e per il suo interesse per il benessere e l'indipendenza del suo paese natio.
Nel 1860, quando l'annessione della Contea di Nizza e della Savoia alla Francia portò gli abitanti di Ginevra a temere per un'aggressione francese, De la Rive fu inviato dai suoi concittadini per un'ambasciata speciale in Inghilterra, riuscendo ad ottenere una dichiarazione del governo inglese, comunicata in forma riservata al governo francese, in cui si affermava che ogni attacco a Ginevra sarebbe stato considerato un casus belli.
In questa occasione, l'Università di Oxford conferì a De La Rive la laurea honoris causa in Doctor of Civil Law.
Nella primavera del 1873, la sua salute andò peggiorando e De La Rive iniziò a mostrare sintomi di paralisi.
Ciononostante, il 5 giugno fu in grado di preparare e leggere, anche se con voce flebile, il suo rapporto annuale alla Società di Fisica e Storia Naturale, dalla presidenza della quale aveva rassegnato le dimissioni.
Al principio di novembre partì per Cannes, dove aveva affittato una casa per trascorrere l'inverno con la sua famiglia.
Però, al secondo giorno del suo viaggio (6 novembre), tra Montélimar e Avignone, fu colpito da paralisi e morì improvvisamente a Marsiglia il 27 novembre 1873.

### Famiglia
Il 18 agosto 1826, de La Rive sposò la scrittrice Jeanne-Mathilde Duppa (14 marzo 1808 - 18 agosto 1850). Il loro figlio Lucien de La Rive, nato a Choulex il 3 aprile 1834, pubblicò articoli relativi a vari argomenti matematici e scientifici e, assieme a Edouard Sarasin, compì ricerche sulla propagazione delle onde elettriche.
Nel 1855, de La Rive sposò in seconde nozze la vedova Louise Maurice, nata Fatio.

## Opere principali
L'opera principale di August de La Rive è il Traité de l'Electricité Théorique et Appliquée, opera in tre volumi pubblicata negli anni 1854-58 contemporaneamente in lingua francese e inglese e tradotta in numerose altre lingue, nella quale incluse la sua teoria sulla causa della formazione dell'aurora boreale (inizialmente pubblicata come memoria nel 1854 e illustrata con il celebre esperimento in cui l'arco voltaico luminoso ruota attorno al polo di un magnete esattamente come ruoterebbe ogni altro conduttore avente massa).
Dal 1836 al 1845 separò e curò le parti letterarie e scientifiche della Bibliotheque Universelle, che fino ad allora erano unite.
Da solo, compilò un supplemento all'opera, gli Archives de l'Electricité, in cinque volumi (1841-45).
Con Marignac e altri compilò gli Archives des Sciences Physiques et Naturelles, in 36 volumi (1846-57), e il Nouvelle Periode della stessa opera, in 9 volumi  (1858-1860).
- Auguste de La Rive, A treatise on electricity: In theory and practice, Longman, Brown, Green, and Longmans, Londra, 1853.